# 김태규 (1923년)
김태규(金兌奎, 1923년 4월 4일 ~ 2017년 1월 27일)는 대한민국 법학자이며 교육인이다.
전남 장성 출신으로, 호는 남계(南溪)이며, 본관은 울산이다. 제9대 국회의원을 지내면서 정치인으로도 활동했다.

## 학력
- 서울대학교 법과대학 졸업

## 약력
- 전남대학교 법과대학 교수, 교학처장, 총장 직무대리
- 한국헌법학회 회원
- 3급 및 사법시험 위원
- 전라남도 선거관리위원
- 제주교육대학 학장
- 제주도 교육위원
- 광주교육대학 학장
- 전라남도 교육위원
- 1973년 ~ 1976년 : 제9대 국회의원(통일주체국민회의) 유신정우회

## 역대 선거 결과
| 실시년도 | 선거 | 대수 | 직책     | 선거구           | 정당       | 득표수 | 득표율      | 순위 | 당락 | 비고 |
| -------- | ---- | ---- | -------- | ---------------- | ---------- | ------ | ----------- | ---- | ---- | ---- |
| 1973년   | 총선 | 9대  | 국회의원 | 통일주체국민회의 | 유신정우회 |        | \| \| 0% \| | 지명 |      | 초선 |
|          | 0%   |      |          |                  |            |        |             |      |      |      |